# Гнездилово (Докшицкий район)
Гнездилово (бел. Гняздзі́лава) — агрогородок в Докшицком районе Витебской области Беларуси, в Крипульском сельсовете. Население — 44 человека (2019).

## География
Деревня находится в 8 км к северо-востоку от центра сельсовета, деревни Крипули и в 8 км к югу от райцентра, города Докшицы. По историческим причинам деревни Гнездилово, Северное Гнездилово (243 жителя), Южное Гнездилово (59 жителей) и Веретейка (30 жителей) считаются отдельными административными единицами, хотя они примыкают друг к другу и фактически образуют один населённый пункт. Через деревню течёт небольшая речка Морай, впадающая в сеть мелиорационных каналов на реке Поня к югу от деревни.
Деревня соединена местной дорогой с Докшицами. Ближайшая ж/д станция находится в 12 км к северо-западу в агрогородке Парафьяново (линия Полоцк — Молодечно).

## История
Гнездилово — одно из древнейших поселений Докшицкой земли. В 1407 году великий князь Витовт подарил его вместе с другими владениями Войтеху Монивиду. После смерти Войтеха южная часть Гнездилова через брак его дочери Софьи с Николаем Радзивиллом перешла к роду Радзивиллов, другая же, северная часть через брак вдовы Войтеха Ядвиги перешла к Судимонтовичам, потом к Монтовтам. Таким образом исторически образовались два поселения — Северное и Южное Гнездилово. Позже через брак дочери Станислава Монтовта Северное Гнездилово попало во владение к Глебовичам, потом к Станиславу Нарушевичу. Южное Гнездилово до конца XVII века принадлежало Радзивиллам, затем перешло к Гуторовичам.
В 1613 году сын Станислава Войтех Нарушевич продал Северное Гнездилово Рудомино-Дусецкому, который, в свою очередь, перепродал его Юзефу Корсаку. Корсак подарил Северное Гнездилово основанному им глубокскому монастырю кармелитов и обязал кармелитов соорудить часовни или храмы в своих владениях. Поэтому в XVII веке в Северном Гнездилово был возведен католический храм, который, вероятно, погиб во время войны 1654—1657 годов и больше не восстанавливался. Позже здесь была возведена униатская церковь.
В 1793 году в результате второго раздела Речи Посполитой Гнездилово вошло в состав Российской империи, причём Северное Гнездилово принадлежало Минской губернии, а Южное — Виленской. После запрета униатства в XIX веке церковь в селе переосвятили в православную. Храм существовал до 1943 года, был уничтожен во время Великой Отечественной войны. В 1842 году имения кармелитов были изъят в российскую казну, а монастырь закрыт.
В XIX веке Южное Гнездилово принадлежало Козелло-Поклевским и Слотвинским, которые выстроили здесь дворянскую усадьбу (не сохранилась), а также деревянную часовню-усыпальницу (сохранилась).
После Советско-польской войны Гнездилово оказалось в составе межвоенной Польской Республики. С 1939 года — в составе БССР.

## Достопримечательности
- Усадьба Слотвинских (XIX век). Усадебный дом не сохранился, от усадьбы осталось здание амбара, полуразрушенные ворота, фрагменты парка и руины хозпостроек.
- Деревянная часовня-усыпальница (XIX век). Отреставрирована в 2007 году.